# Durium scylax
Durium scylax är en insektsart som beskrevs av Rauno E. Linnavuori 1973. Durium scylax ingår i släktet Durium och familjen Tropiduchidae. Inga underarter finns listade i Catalogue of Life.